# Tabanus parahybridus
Tabanus parahybridus är en tvåvingeart som beskrevs av Schuurmans Stekhoven 1932. Tabanus parahybridus ingår i släktet Tabanus och familjen bromsar. Inga underarter finns listade i Catalogue of Life.